# Агеев, Сергей Михайлович
Сергей Михайлович Агеев (род. 22 марта 1957 в Воронеже) — советский и белорусский математик, доктор физико-математических наук (1996), профессор (2010), преподаватель БГУ.

## Биография
Окончил механико-математический факультет МГУ в 1979 году (специальность «Математика»). Преподаватель Белорусского государственного университета (механико-математический факультет; кафедра геометрии, топологии и методики преподавания математики). Доктор физико-математических наук (1996, диссертация «Классификация G-пространств»). Научные интересы: топологические группы преобразований, теория ретрактов и экстензоров, геометрическая топология.
Председатель кафедры геометрии на XII Белорусской математической конференции (2016 год).

### На русском
- Агеев С.М. Характеризация G-пространств : автореферат диссертации … доктора физико-математических наук : 01.01.04. — Москва, 1995.
- Агеев С.М., Реповш Д., Щепин Е.В. О мягкости отображения Дранишникова // Труды МИРАН. — 1996. — Т. 212. — С. 3—28.
- Агеев С.М., Груздев Г.Н., Силаева З.Н., Характеризация 0-мерных резольвент Чигогидзе // Вестник Белорусского государственного университета. Сер. 1, Физика. Математика. Информатика. – 2006. — № 2. – С. 100-103.
- Агеев С.М. Аксиоматический метод разбиений в теории пространств Небелинга. I. Улучшение связности разбиений // Математический сборник. — 2007. — Т. 198, № 3. — С. 3—50.
- Агеев С.М. Аксиоматический метод разбиений в теории пространств Небелинга. II. Теорема о незаузленности // Математический сборник. — 2007. — Т. 198, № 5. — С. 3—32.
- Агеев С.М. Аксиоматический метод разбиений в теории пространств Небелинга. III. Непротиворечивость системы аксиом // Математический сборник. — 2007. — Т. 198, № 7. — С. 3—30.
- Агеев С.М., Богатый С.А. О негомеоморфности компакта Банаха-Мазура и гильбертова куба // УМН. — 2007. — Т. 53, № 1. — С. 209—210.
- Агеев С.М. Неполиэдральное доказательство конечномерной селекционной теоремы Майкла. Фундаментальная и прикладная математика. – 2005. Т. 11, № 4. – С. 3-22. English translation: Journal of Mathematical Sciences (New York). – 2007. — Vol. 144, iss. 5. — P. 4367-4379.
- Агеев С.М., О гипотезе Яворовского // Вестник Белорусского государственного университета. Сер. 1, Физика. Математика. Информатика. — 2010. — N 2. — С. 155-156.
- Агеев С.М., Эффект концентрации классифицирующих пространств // XI Белорусская математическая конференция: Тез. докл. Междунар. науч. конф. Минск, 5 – 9 ноября 2012 г. Часть 1 / Институт математики НАН Беларуси, Белорусский государственный университет. — Минск, 2012.
- Агеев С.М., Изовариантные экстензоры и характеризация эквивариантных гомотопических эквивалентностей // Известия РАН. Серия математическая. – 2012. – Т. 76, № 5. – С. 3–28.
- Агеев С.М., Реповш Д., Задача о распространении накрывающей гомотопии для компактных групп преобразований // Математические заметки. — 2012. – Т. 92, № 6. – С. 803–818.

### На английском
- Sergei M. Ageev, Dušan Repovš. A new construction of semi-free actions on Menger manifolds // Proceedings of the American Mathematical Society. — 2001. — Vol. 129, № 5. — P. 1551—1562.
- Sergei M. Ageev, Dušan Repovš. On a Theorem of Jaworowski on Locally Equivariant Contractible Spaces // Proceedings of the American Mathematical Society. — 2002. — Vol. 130, № 5. — P. 1539—1550.
- Ageev S.M. On classifying property of regular representations // Функциональный анализ и его приложения. — 2012. — Т. 46. — Вып. 1. — С. 2—12.